# Cyphanthera albicans
Cyphanthera albicans là loài thực vật có hoa trong họ Cà. Loài này được (A.Cunn.) Miers mô tả khoa học đầu tiên năm 1853.